# 熊本市立高平台小学校
熊本市立高平台小学校（くまもとしりつ たかひらだいしょうがっこう）は、熊本県熊本市北区高平一丁目にある公立小学校。

## 沿革
- 1967年 - 熊本市立清水小学校、熊本市立池田小学校より分離し開校

## 歴代校長
横田校長（2023年時点）

## 地域行事
- 毎年8月上旬に夏祭りが、1月中旬にどんどやが開かれる。

## 部活動

### 運動部
高平総合運動部　ボール蹴り部

### 文化部
- なかよし合奏クラブ
  - 九州アンサンブルコンテスト出場（平成16年度）
    - 打楽器四重奏銀賞

  - 九州吹奏楽コンクール熊本支部予選金賞（平成18年度）
  - 九州吹奏楽コンクール金賞（平成18年度）
  - RKK熊本県器合奏コンクール金賞・最優秀賞（平成18年度）
  - 熊本県合奏祭出演（平成18年度）
  - 九州アンサンブルコンテスト熊本支部予選出場（平成18年度）
    - 　木管十重奏金賞
    - 　金管十重奏銀賞

  - 天草アンサンブルコンテスト（平成18年度）
    - 　打楽器四重奏金賞

  - くまもと吹奏楽の日　出演（平成18年度）
  - 九州吹奏楽コンクール熊本支部予選　金賞（平成19年度）
  - 九州吹奏楽コンクール　金賞（平成19年度）　　※3年連続
  - RKK熊本県器合奏コンクール金賞・最優秀賞（平成19年度）　　※2年連続
  - 九州アンサンブルコンテスト熊本支部予選出場（平成19年度）
  - 九州アンサンブルコンテスト出場　（平成19年度）

### 著名な卒業生
- 大谷幸輝（サッカー選手）
- 中山智幸（小説家）